# Dig og mig og vi tre
Dig og mig og vi tre er en dansk eksperimentalfilm fra 1980 med instruktion og manuskript af Susie Haxthausen.

## Handling
En halvdokumentarisk film, der er ment som et diskussionsoplæg mere end som en spillefilm. Dens 25 scener indeholder hver især en række spørgsmål, som det er værd at diskutere både for kommende forældre og for fagfolk, som skal hjælpe den nye familie. I filmen følges tre par gennem svangerskab og fødsel. Problemerne blotlægges til eftertanke og diskussion.